# Yellowdog Updater Modified

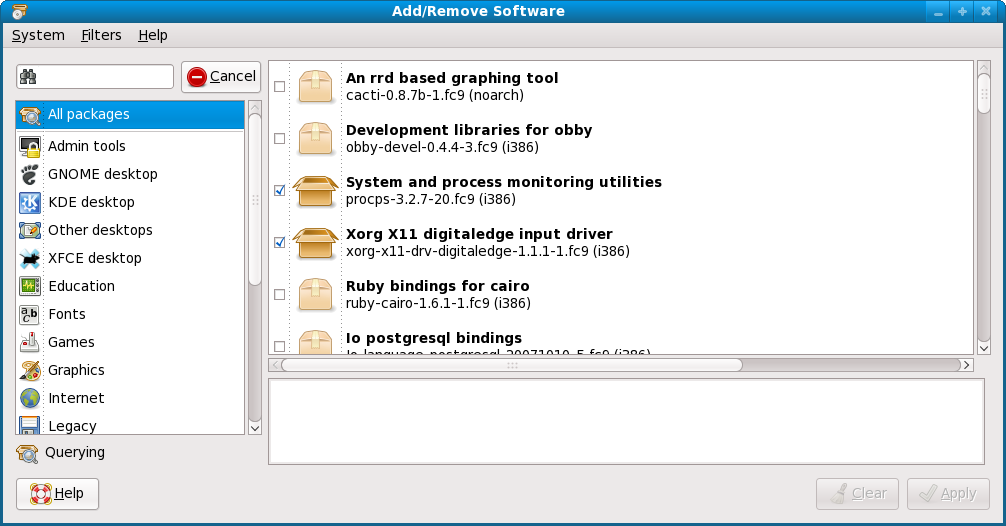
Fedoraでは、PackageKit が既定のフロントエンドである

Yellowdog Updater Modified（Yum ヤム）はLinuxのRPM Package Managerのパッケージを管理するメタパッケージ管理システムである。Yumは デューク大学のLinux@DUKEプロジェクトでセス・ヴィダル (Seth Vidal) を始めとするボランティアによって開発された。
YumはYellow Dog LinuxのYellowdog Updater (YUP)が前身であり、名前もそれに由来する。デューク大学物理学科で、運用していたRed HatベースのシステムのためにYUPを全面的に書き換えたものがYumの発端である。それ以降、母体のYellow Dog LinuxやRed Hatの他Fedora、CentOSなど、RPMベースのディストリビューションの多くでパッケージ管理システムのメタ管理システムとして、よく利用されている。
Fedoraに関しては、Fedora 22のバージョンでデフォルトのパッケージマネージャはDNFに置き換えられることになり、Yumのコマンドは「yum-deprecated」とリネームされ、従来の「yum」の呼び出しは「dnf」にリダイレクトされることになった。

## Graphical User Interfaces
- PackageKit - Fedora 9からのデフォルトのフロントエンド。
- Pup
- Yum Extender - Fedora用GUI
- KYum - KDE用のYumのGUI
- Pirut - Fedora Core 5からFedora 8までのデフォルトのフロントエンド。